# Vaisheshika
Vaisheshika är ett av den hinduiska indiska filosofins sex klassiska system. Det grundlades på 500-talet f.Kr. av den vise Kanāda (eller Kana-bhuk, ordagrant "atomätare"), upphovsman till verket Vaisheshika Sutra.
Vaisheshika ansluter sig till en form av atomlära och postulerar, ungefär ett sekel innan de grekiska atomisterna kom på tanken, att alla objekt i det fysiska kosmos kan reduceras till ett ändligt antal elementarpartiklar. 
Vaisheshika var en dominerande filosofisk riktning från ungefär första århundradet e.Kr. till omkring år 700.